# Лоример-стрит / Метрополитан-авеню (Нью-Йоркское метро)
Лоример-стрит / Метрополитан-авеню (англ. Lorimer Street / Metropolitan Avenue) — один из пересадочных узлов Нью-Йоркского метрополитена, расположенный в Бруклине, в округе Уильямсберг, на пересечении Лоример-стрит и Метрополитан-авеню. Этот пересадочный узел подземный.
В пересадочный узел входят станции следующих линий:
- линия Канарси, Би-эм-ти,
- линия Кросстаун, Ай-эн-ди.

На станциях пересадочного узла круглосуточно останавливаются маршруты: G, L.
Платформы линии BMT Canarsie Line располагаются над платформами IND Crosstown Line.
Пересадочный узел имеет два входа. Первый располагается на перекрёстке Лоример-стрит и Метрополитан-авеню и ведёт непосредственно к платформам BMT Canarsie Line, т. е. обслуживает только одну станцию пересадочного узла. Второй выход располагается перекрёстком западнее этого — на пересечении Юнион-авеню и Метрополитан-авеню. Этот вход обслуживает обе станции узла. Лестницы спускаются в мезонин, расположенный в пространстве между платформами линий: выше IND Crosstown Line, но ниже BMT Canarsie Line. Из мезонина ведут несколько лестниц — ко всем четырём платформам обеих станций (по две на каждой). Соответственно этот мезонин работает не только как выход со станции, но и как переход между ними.
Первоначально перехода между станциями не было. Это связано с тем, что линии BMT Canarsie Line и IND Crosstown Line (следовательно, и их станции) были построены разными, конкурирующими компаниями. Пассажиры могли здесь сделать пересадку только выйдя с одной станции и войдя в другую, оплатив при этом ещё раз проезд. Бесплатный переход был открыт 1 июля 1948 года, когда линии всех трёх конкурирующих компаний (IRT, BMT и IND) были объединены в единую систему.

## Платформы линии Канарси, Би-эм-ти
|   |   |   |   |
| · | · | · | · |

|   |   |   |   |
| · | · | · | · |

«Лоример-стрит» (англ. Lorimer Street) — станция Нью-Йоркского метрополитена, расположенная на линии Канарси, Би-эм-ти.  На станции останавливается маршрут L (круглосуточно).
Станция была открыта 21 сентября 1924 года в составе первой очереди линии. Несмотря на то что все станции южнее Broadway Junction были открыты ещё в 1906 году, тогда они не входили в состав этой линии, поэтому считается, что очередь 1924 года является первой.
Станция представлена двумя боковыми платформами. Платформы отделаны стандартным образом: стены отделаны плиткой, под потолком есть мозаичный орнамент. Название станции также выложено мозаикой на стенах или на колоннах.
Станция имеет два выхода — с противоположных концов платформы. Западный выход ведет к перекрестку Метрополитан- и Юнион-авеню, здесь же располагается переход на соседнюю станцию, а также переход между платформами противоположных направлений. Восточный выход приводит к перекрестку Метрополитан-авеню с Лоример-стрит, по последней и была названа.

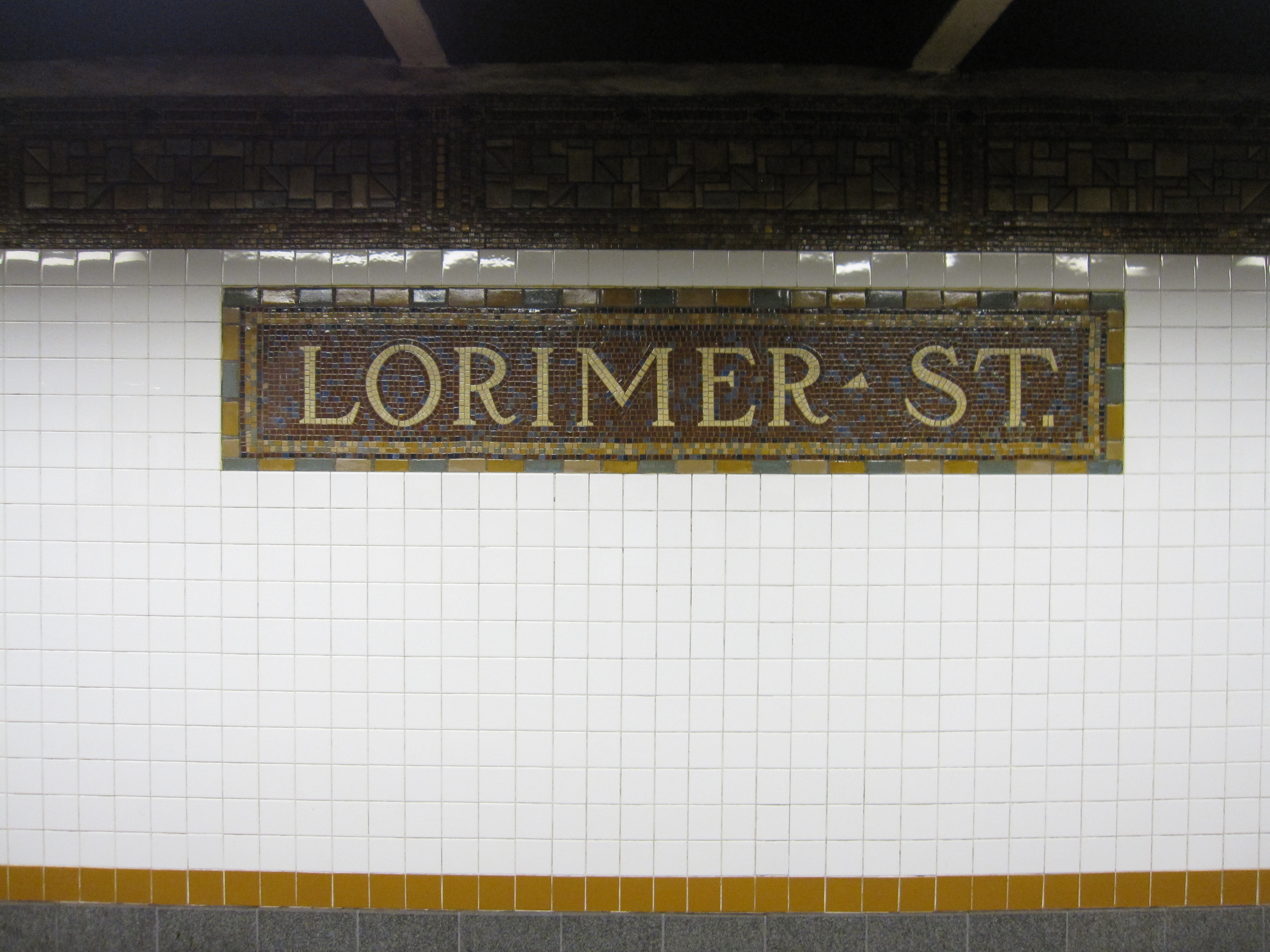
Мозаика с названием станции на стене
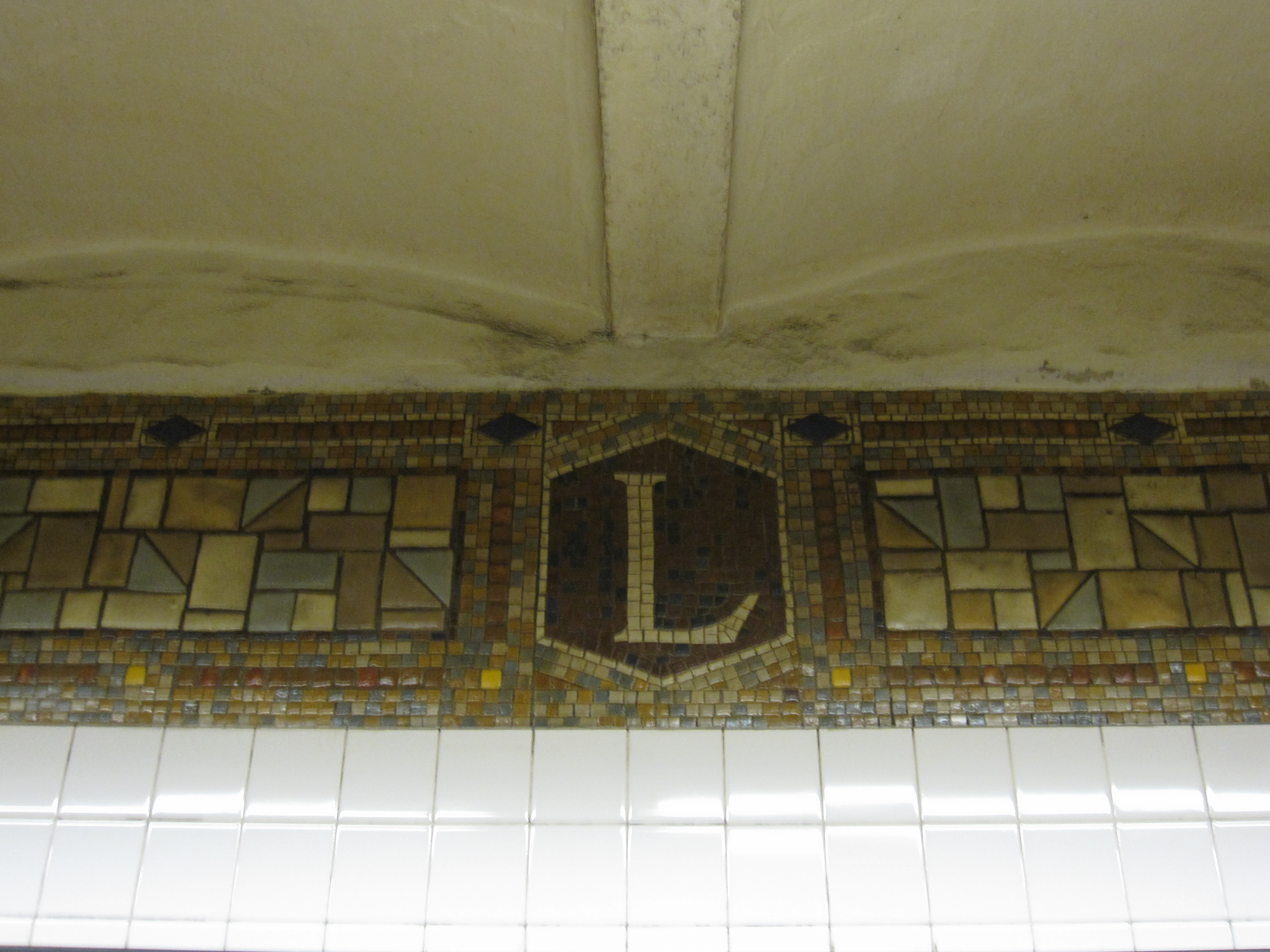
Мозаичный орнамент в виде буквы L под потолком
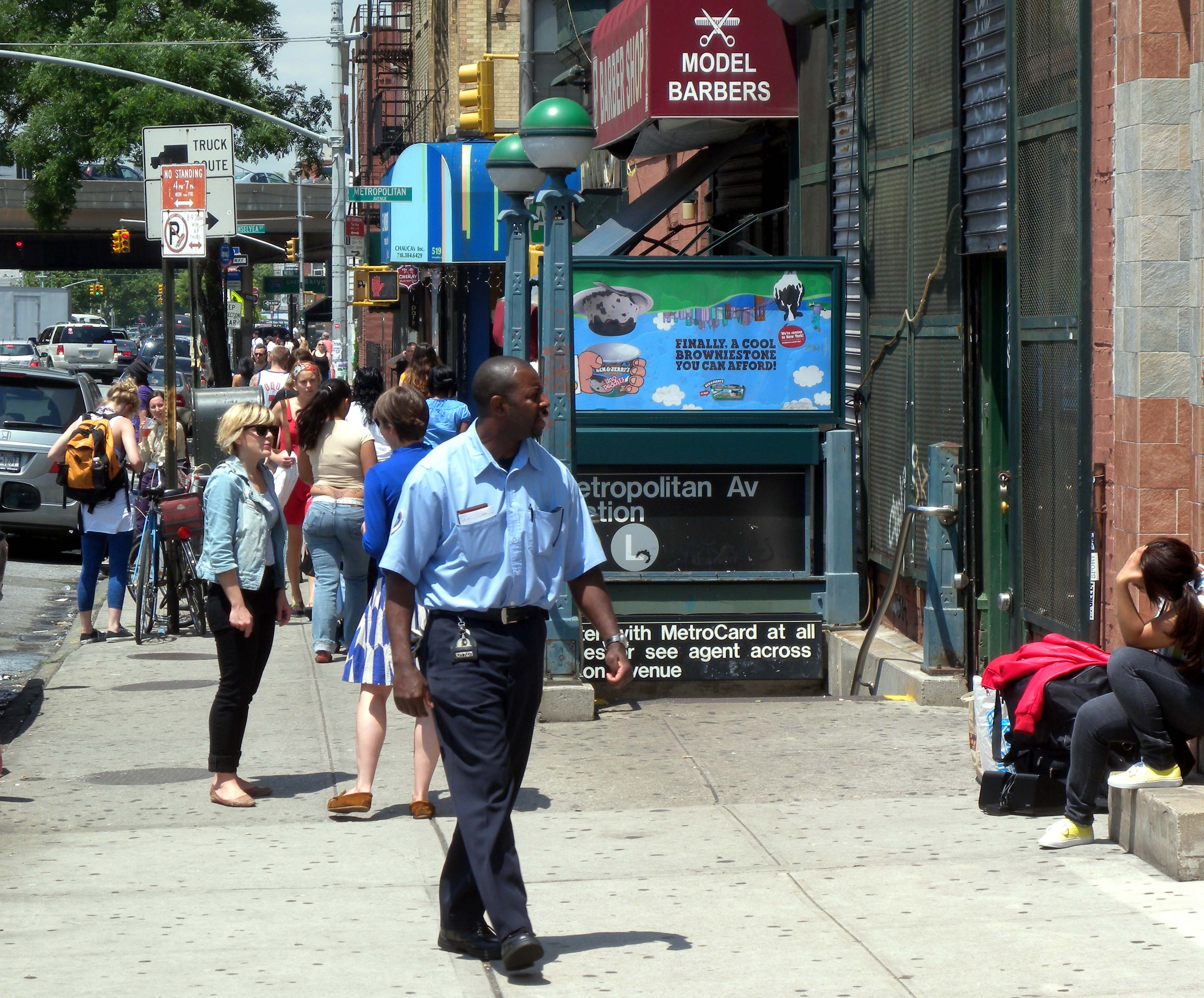
Вход на станцию

## Платформы линии Кросстаун, Ай-эн-ди
|   |   |   |   |
| · | · | · | · |

|   |   |   |   |
| · | · | · | · |

«Метрополитан-авеню» (англ. Metropolitan Avenue) — станция Нью-Йоркского метрополитена, расположенная на линии Кросстаун, Ай-эн-ди.  На станции останавливается маршрут G (круглосуточно).
Эта станция была открыта позже, чем Lorimer Street на соседней линии, — 1 июля 1937 года в составе второй очереди линии IND Crosstown Line, поэтому располагается глубже. Станция представлена двумя боковыми платформами. Стены на станции отделаны белой плиткой, колонны на станции окрашены в зелёный. Название станции представлено как мозаикой на стенах (причем мозаичное название станции ещё прежнее — Metropolitan Avenue — Grand Street), так и в виде стандартных чёрных табличек с белой надписью на колоннах.
Над платформами имеется мезонин, простирающийся во всю их длину. Средняя часть мезонина переоборудована под полицейский участок и другие служебные помещения. Входы на станцию имеются в северной и южной частях мезонина, причём южный вход был закрыт в конце 1990-х годов, а открыт заново в феврале 2019 года, накануне запланированного ремонта на линии Канарси.

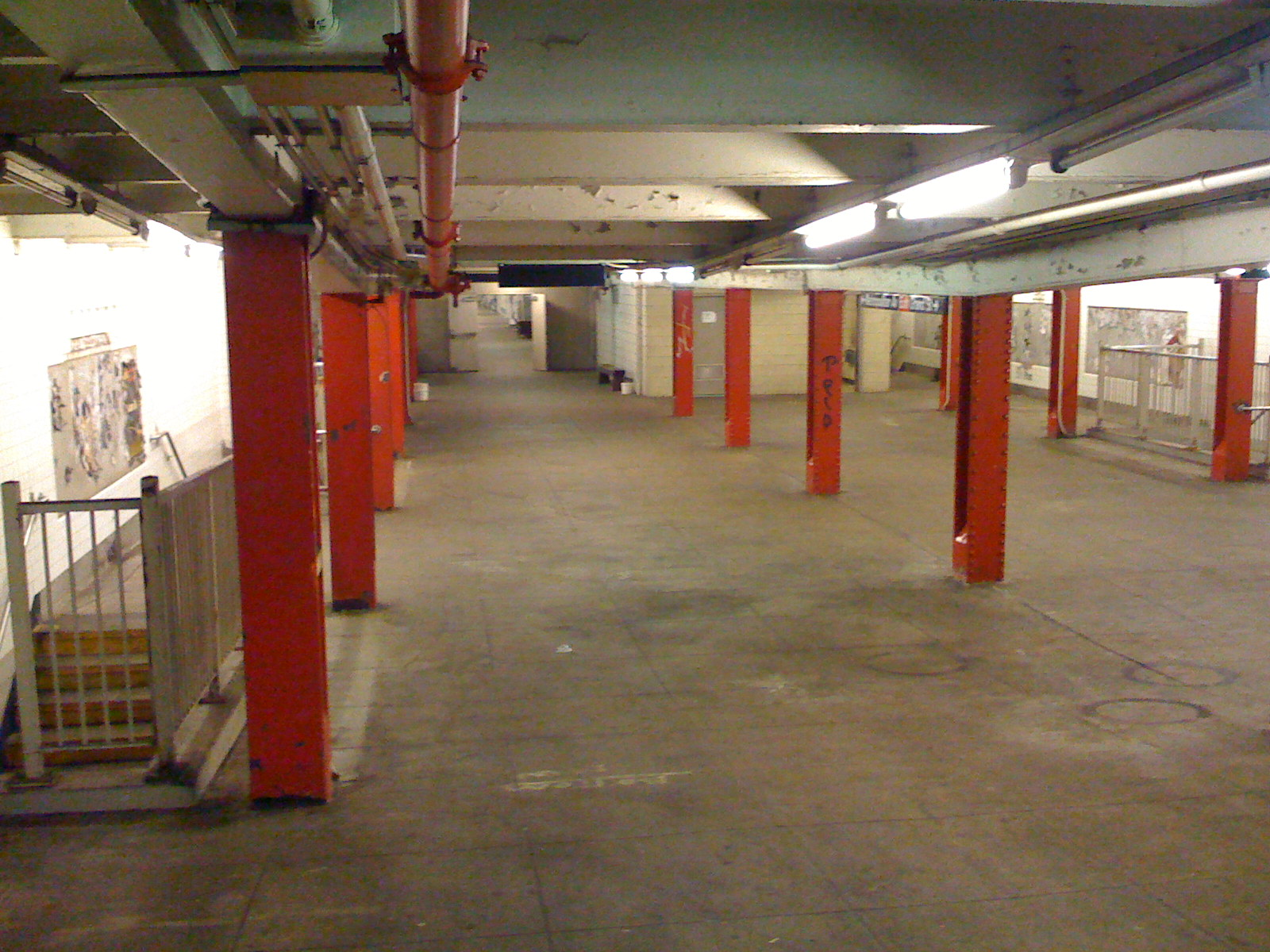
Закрытая южная часть мезонина в 2008 году
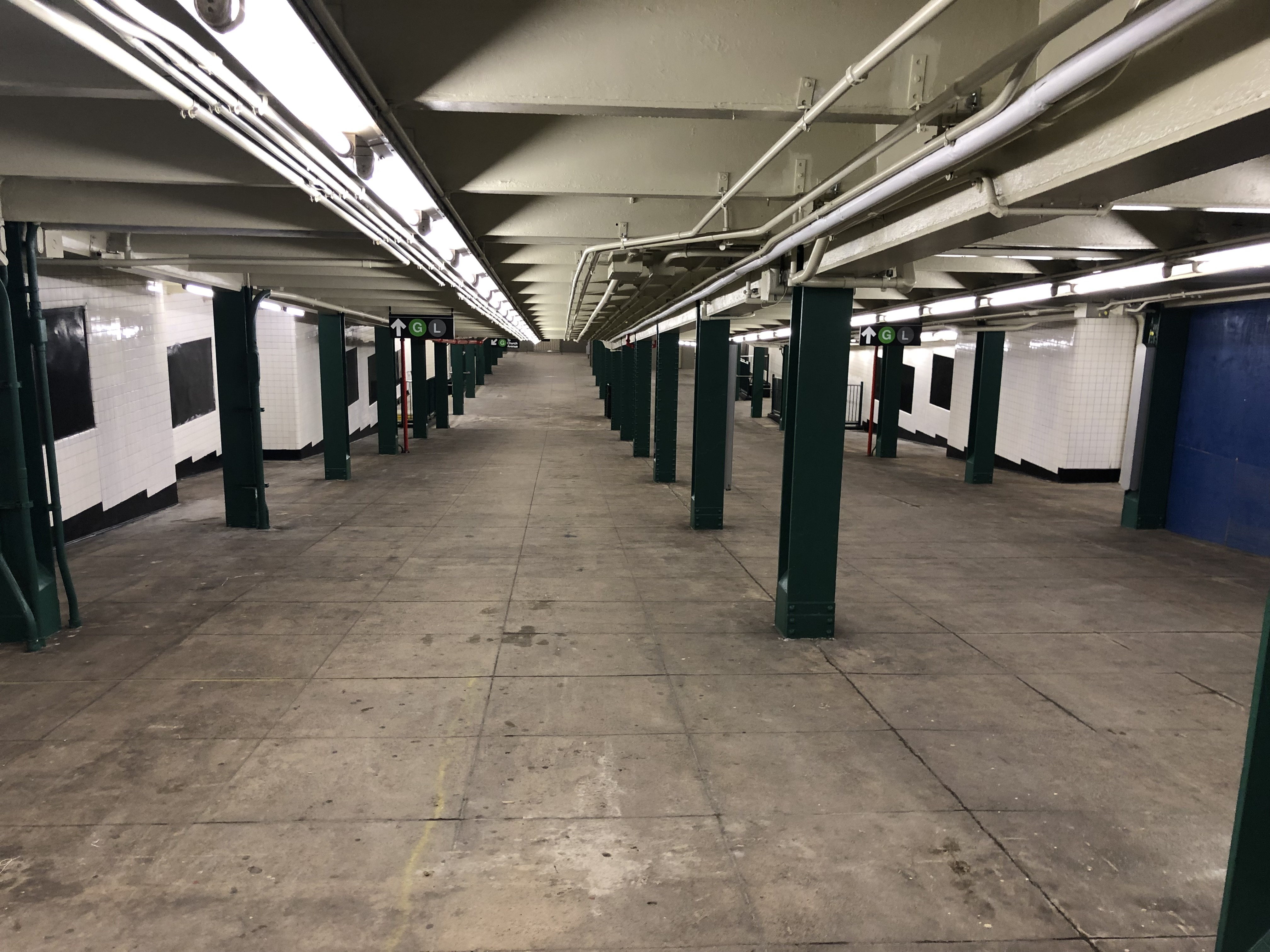
Та же часть мезонина после открытия заново в 2019 году

## Соседние станции
| Условные обозначения |
| для дней и часов работы маршрутов (более точно указано во всплывающих подсказках при этих обозначениях): |
| --- |
| круглосуточно круглосуточно, кроме ночи круглосуточно, кроме будней днём (либо часов пик) в пиковом направлении в будни днём (и, возможно, вечером) в будни круглосуточно в часы пик в будни днём (либо в часы пик) в пиковом направлении в будни днём (либо в часы пик) в направлении, обратном пиковому в выходные ночью ночью и в выходные (и, возможно, вечером) нет движения поездов |

| Предыдущая станция  | ЛинияНазвание станции                        | Следующая станция  |
| ------------------- | -------------------------------------------- | ------------------ |
| Бедфорд-авеню · (L) | линия Канарси, Би-эм-ти Лоример-стрит        | Грейам-авеню · (L) |
| Нассо-авеню · (G)   | линия Кросстаун, Ай-эн-ди Метрополитан-авеню | Бродвей · (G)      |